# Олкотт, Генри Стил
Генри Стил Олкотт (иногда Олькотт; англ. Henry Steel Olcott; 2 августа 1832 — 17 февраля 1907) — один из основателей и первый президент Теософского общества, участник Гражданской войны в США, полковник, юрист , журналист и писатель. Считается ведущей фигурой в современной истории ланкийского буддизма. Его деятельность в качестве главы Теософского общества помогла возрождению буддизма, и за это его почитают в Шри-Ланке.

## Биографический обзор

### Начало карьеры
Генри Стил Олкотт родился 2 августа 1832 года в Ориндже, штат Нью-Джерси в пресвитерианской семье. Его отец — Генри Вайскофф Олкотт, предприниматель; мать — Эмилия  Олкотт (урождённая Стил).
Генри рос на ферме своего отца в штате Нью-Джерси. Через некоторое время семья перебралась в Нью-Йорк, где Генри после школы поступил в университет. В Колумбийском университете изучал агрономию. Его первая книга по агрономии сахарного тростника «Sorghum and Imphee» (1857) принесла ему международную известность.  Афинский университет (Греция) предложил Олкотту должность профессора по агрономии, но он отказался.
В 1858—1860 годах был редактором газеты «Нью-Йорк трибьюн» по сельскохозяйственной тематике.

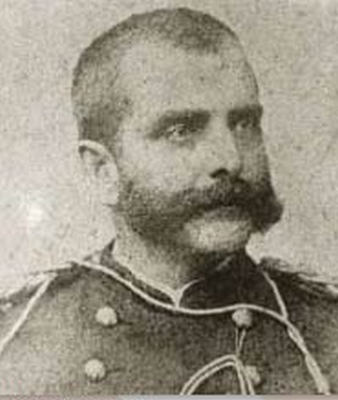
Олкотт участвовал в гражданской войне с 1861 года.

В 1860 году Олкотт женился на Мэри Морган, дочери священника из города Нью-Рошелл. У них родились четыре ребёнка, из которых два умерли в младенчестве.
Олкотт служил в армии северян во время гражданской войны и участвовал в успешной кампании генерала Бернсайда в Северной Каролине. Во время войны он был назначен на должность специального уполномоченного военного министерства (уже в звании полковника) для расследования коррупции в компаниях, поставляющих боеприпасы. Морское министерство «нуждалось в аналогичных услугах» Олкотта. По окончании войны три года изучал юриспруденцию и в 1868 году стал членом коллегии адвокатов в Нью-Йорке. Ему удалось упорядочить практику страхования и стать специалистом по таможенным пошлинам, налогообложению и страхованию.

### Спиритизм и теософия

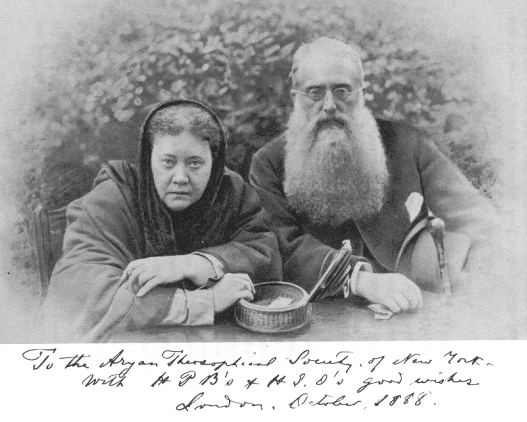
Елена Блаватская и Генри Олкотт в 1888 году.

Олкотт утверждал, что его знакомство со спиритизмом состоялось в 1844 году, когда он стал свидетелем месмерических феноменов Э. Дэвиса. С 1853 года по 1856 год он опубликовал несколько статей в «Spiritual Telegraph» под псевдонимом "Amherst".
А. Н. Сенкевич писал, что в 1874 году Олкотт прочёл статью о «совершенно невероятных феноменах», происходящих в штате Вермонт на ферме, принадлежащей медиумам братьям Эдди, и решил, что ему нужно поехать туда и во всём убедиться самому. Всё оказалось правдой. Олкотт поселился в «этом таинственном доме и в течение двенадцати недель ежедневно наблюдал сверхъестественные вещи». Дважды в неделю газета «The Daily Graphic» печатала его корреспонденции. Они привлекли к себе внимание Е. П. Блаватской, и она поехала на ферму. Здесь произошла первая встреча будущих основателей Теософского Общества.
Артур Конан Дойль, прочитав статьи Олкотта, был уверен, что он не упустил ни малейшей возможности уличить братьев Эдди в обмане. Конан Дойль писал:

«Некоторые опыты Олкотта столь скрупулёзны и так досконально описаны, что предвосхитили многие современные исследования и заслуживают тщательного рассмотрения. Например, он привёз из Нью-Йорка весы, тщательно проверенные и снабжённые сертификатом точности. Он потребовал, чтобы одна из материализованных форм — скво Хонто — встала на эти весы, а показания считывал третий человек — мистер Притчард, уважаемый гражданин и незаинтересованное лицо. Олкотт приводит результаты взвешивания, а также справку, заверенную Притчардом под присягой в городском собрании».

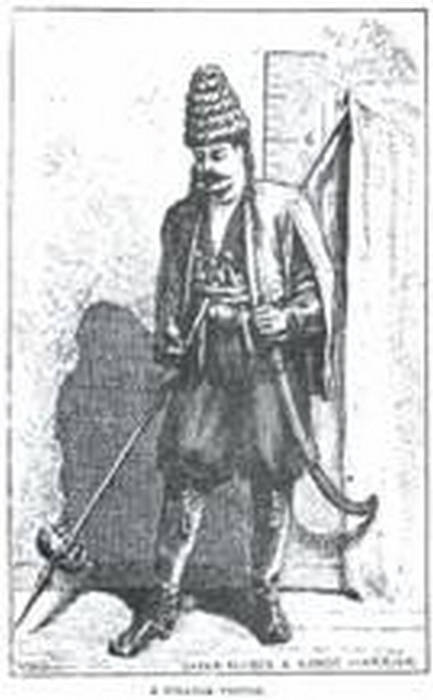
Материализованная форма Сафара Али Бека, рис. из книги Олкотта «Люди с того света».

В начале 1875 года видные спиритуалисты пригласили Олкотта провести расследование по поводу обвинения в обмане, которое предъявлялось медиумам Дженни и Нельсону Холмсам, которые, как утверждалось, проводили сеансы вызова духа Кэти Кинг.
Говард Мёрфет писал, что Олкотт не случайно оказался соратником Блаватской и первым президентом Теософского Общества: «Годы, проведённые в преподавании научных основ сельского хозяйства, раскрыли присущую ему инициативу и выявили дарование лектора, да и в своей юридической деятельности он много раз показал себя дельным организатором и надёжным администратором».
Элвин Кун писал, что 17 ноября 1875 года Теософское Общество было, наконец, создано. Его президентом стал полковник Генри Олкотт; вице-президентами — д-р Сэт Пэнкост и Дж. Г. Фелт; секретарём-корреспондентом — Е. П. Блаватская; секретарём по протоколу — Джон С. Кобб; казначеем — Генри Дж. Ньютон; библиотекарем — Ч. Содеран; членами совета — преподобный Г. Уигджин, Р. П. Уестбрук, г-жа Э. Хардинг-Бриттен, С. Э. Симмонс и Герберт Д. Моначези; адвокатом Общества — У. К. Джадж.
Теософское Общество провозгласило своими главными задачами следующее:
- Формирование ядра всеобщего человеческого братства без различия по признакам расы, вероисповедания, пола, касты или цвета кожи.
- Содействие сравнительному изучению религии, философии и науки.
- Исследование неизвестных законов природы и скрытых способностей человека.[27][28][K 17]

В 1875 году Блаватская начала писать свою первую книгу. Позднее Олкотт в своих мемуарах рассказал об их совместной работе над «Разоблачённой Изидой»:

«С утра до ночи она была за своим рабочим столом, и редко кто из нас ложился спать раньше двух часов ночи… Образование, на которое потребовалась бы целая жизнь, мне было дано в сжатой форме менее чем за два года… Я просматривал каждую страницу её рукописи по нескольку раз, и каждую страницу корректуры, записал для неё многие параграфы, часто просто передавая те идеи, которые ей не удавалось тогда сформулировать по-английски; помогал найти нужные цитаты и выполнял другую вспомогательную работу. Эта книга вобрала в себя все её достоинства и недостатки. Она создала своей книгой целую эпоху, и, созидая её, создала и меня — её ученика и помощника, — так что я смог выполнять теософскую работу в течение последующих двадцати лет».

### Индия и буддизм

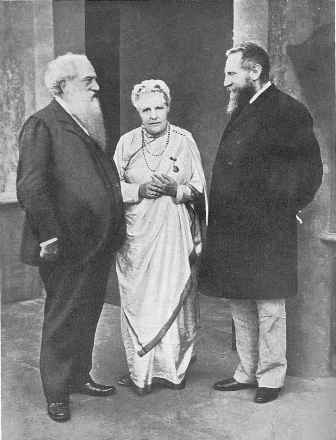
Г. Олкотт (слева), Анни Безант и Ч. Ледбитер в Адьяре, (1905).

В декабре 1878 года Олкотт и Блаватская покинули Нью-Йорк и отправились в Индию, чтобы перенести туда место расположения штаб-квартиры Теософского Общества. Перед отъездом он получил от президента США подписанное письмо с рекомендацией всем официальным лицам и консулам США, а от госдепартамента — специальный дипломатический паспорт и полномочия информировать госдепартамент о перспективах продвижения коммерческих интересов США в Азии. Они прибыли в Бомбей 16 февраля 1879 года, впоследствии местоположением Общества стал город Адьяр.
Во время их визита в 1880 году на Цейлон (Шри-Ланка) Блаватская и Олкотт прошли через ритуал принятия буддийской веры.

Как президент Теософского Общества Олкотт положил начало возрождению буддизма на Шри-Ланке (Теософское Общество основало здесь более двухсот буддийских школ и несколько колледжей, наиболее известные из них — Махинда Колледж, Ананда Колледж, Дхармараджа Колледж, Малиядэва Колледж); также способствовал религиозному возрождению в Индии, Японии и других странах Востока. Стимулировал рост интереса к изучению санскрита. Объединил разные секты Шри-Ланки в буддийскую секцию Теософского Общества (1880); 12 сект Японии — в объединённый комитет по распространению буддизма (1889); буддистов Бирмы, Таиланда и Шри-Ланки — в Собрание Южных Буддистов (1891); и в заключение, северный и южный буддизм были воссоединены через подписание Четырнадцати Положений Буддизма (1891). С делегацией буддистов в индусском храме в Тинневелли посадил «дерево дружбы» (1882), что было первой демонстрацией братства между буддистами и индуистами за несколько сотен лет. В 1886 году Олкотт основал Адьярскую библиотеку, где впервые в истории религиозные учителя индуизма, буддизма, зороастризма и ислама собрались, чтобы благословить общее дело.

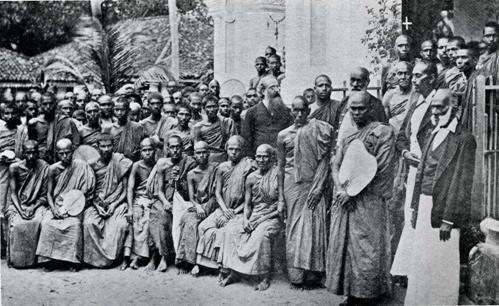
Полковник Олкотт с буддийскими монахами (Коломбо, 1883)

Макс Мюллер писал, что Олкотт был инициатором публикации подлинных брахманских и буддийских текстов. Он попытался вдохновить и буддистов, и индуистов с уважением относиться к их древним религиям, помог им обнаружить в их священных писаниях слова о том, что «через тёмные стороны жизни их могут вести несколько лучей истины. Он показал им, что, несмотря на многие различия, их веками разделённые секты имеют много общего, что они должны отказаться от того, что не является существенным и придерживаться того, что является наиболее важным для создания истинных уз великого братства религий».

«Буддийский катехизис» Олкотта выдержал 44 издания (к 1938), был переведён на 20 языков и стал всемирно используемым учебником. Олкотт получил благословение буддийских первосвященников Шри-Ланки, Бирмы, Таиланда и Японии за свои труды для буддизма. За заслуги перед индуизмом был принят в касту брахманов.
Умер 17 февраля 1907 года в Адьяре, выразив желание видеть своей преемницей Анни Безант.
Махатма Кут Хуми написал о полковнике Олкотте в 1880 году:

«Он — тот, кто никогда не расспрашивает, но повинуется; кто может совершать бесчисленные ошибки из-за чрезмерного усердия, но никогда не откажется их исправить, хотя бы и ценою величайшего самоуничижения; кто рассматривает жертвование удобствами и даже жизнью, как то, чем можно радостно рискнуть, когда в этом появится необходимость; кто будет есть любую пищу или даже обойдётся без неё; будет спать на любой кровати, работать в любом месте, брататься с любым отверженным, переносить по этой причине любые лишения».

## Факты
- В Коломбо в честь Олкотта названа одна из улиц в районе Петта[англ.] — Олкотт-маватха (англ. Olcott Mawatha).[K 26]
- В Коломбо напротив железнодорожного вокзала установлен памятник Олкотту (см. фото).
- В 2011 году была установлена статуя Олкотта на территории буддийского монастыря возле Принстона, штат Нью-Джерси.[K 27]
- Олкотт практиковал месмерическое лечение.[K 28][K 29]

## Комментарии
1. ↑  С 1888 по 1907 год Олкотт был редактором журнала «The Theosophist».[1]
2. ↑  «Works: 266 works in 650 publications in 9 languages and 6,612 library holdings»
 // WorldCat
3. ↑  «A prime minister of Ceylon praised Olcott as "one of the heroes in the struggle for our independence and a pioneer of the present religious, national, and cultural revival"».[3]
4. ↑  Центральная газета Шри-Ланки «Дейли ньюс», отмечая 102-ю годовщину смерти Г. С. Олкотта, опубликовала 17 февраля 2009 года статью под названием «Полковник Генри Стил Олкотт: великое имя в буддийской истории».[4]
5. ↑  Олкотт изучил генеалогию своего рода до 1580 года и установил, что имя "Olcott" произошло от старонормандского слова "Olcotes".[6]
6. ↑  Его родители были типичными протестантами: религиозными, богобоязненными, благочестивыми.[8]
7. ↑  «Sorghum and Imphee» стала "учебником по агрономии".[11]
8. ↑  Книга была написана на материале его лекций, прочитанных в штатах Огайо, Массачусетс и Нью-Йорк.[12]
9. ↑  Говард Мэрфи писал, что брак не был удачным, и Олкотт развёлся ещё до встречи с Блаватской, однако не прекращал помогать бывшей жене и сыновьям, которые учились в колледже.[16]
10. ↑   «Незадолго до конца войны он стал членом элитного комитета трёх полковников, созданного с целью расследования заговора, стоявшего за убийством президента Авраама Линкольна».[16]
11. ↑  Братья его матери Эдгар, Айзек и Джордж Стилы были увлечены спиритизмом и приобщили к нему своего племянника.[19]
12. ↑  «At the age of twenty, he became a convert to spiritualism».[3]
13. ↑  После встречи с Блаватской Олкотт стал убеждённым «последователем религиозного мистицизма».[5]
14. ↑  Эти статьи стали основой для книги Олкотта «People from the Other World».[23]
15. ↑  Артур Конан Дойль писал, что в течение десяти недель Олкотт наблюдал «не менее четырёхсот раз, как из "шкафа" появлялись разнообразные материализованные формы, отличавшиеся друг от друга и размерами, и полом, и цветом кожи, и одеждой. Среди них были и младенцы на руках, и воины-индейцы, джентльмены в парадных одеждах, курд с девятифутовой пикой, скво, курившие табак, и леди в изящных нарядах. Таковы свидетельства Олкотта, и все они подкреплены сообщениями зрителей, наполнявших комнату для представлений».[25]
16. ↑  «Теософское Общество было одной из первых оккультных организаций современного Запада, и несомненно, наиболее успешной».[21]
17. ↑  «Теософское Общество стало организацией, взявшей на себя в 1875 году ответственность за ознакомление с учением Будды (по крайней мере, как его понимали теософы) многочисленной публики в Европе и Америке».[2]
18. ↑  См. Олкотт Г. С. Свидетельства о встречах с махатмами.
Джон Мелтон писал, что, согласно представлениям теософов, «базисом [духовной] иерархии являются Учителя, или махатмы, периодически посылающие к людям своих вестников».[29] Г. Тиллетт писал: «Концепция Учителей, или махатм, представленная Блаватской, является сплавом западных и восточных идей; по её словам, местонахождение большинства из них связано с Индией или Тибетом. И она, и полковник Олкотт утверждали, что видели махатм и общались с ними. В западном же оккультизме идея „сверхчеловека“ была связана, в частности, с братствами, основанными Мартинесом де Паскуалли и Луи-Клодом де Сен-Мартеном».[30] См. также: Разоблачённая Изида#Невидимые соавторы (информация из «Британники»).
19. ↑  См. Olcott H. S. Old Diary Leaves, Vol. 1 — P. 204.
20. ↑  «Полковник Олкотт и мадам Блаватская прибыли 17 мая 1880 года на Цейлон и стали истинными буддистами, получив Три драгоценности и взяв Пять Обетов (Панча Шила) у буддийского первосвященника преподобного Акмимана Дхармарамы».[4]
21. ↑  «Olcott and Blavatsky left Ceylon in July of 1880 as folk heroes».[3]
22. ↑  «In 1880 there were only two schools in Ceylon managed by the Buddhists.  Due to the efforts of Olcott the number rose to 205 schools and three colleges in 1907, the year he passed away».[11]
23. ↑  Олкотт способствовал возрождению у индусов интереса к их древней философии и санскритской
литературе.[5]
24. ↑  «Буддийский катехизис» Олкотта "стал бестселлером".[35]
25. ↑  К моменту завершения теософской карьеры Олкотта в 42-х странах было создано около 600 отделений Теософского Общества. Его организаторские способности и вклад в теософское движение несомненны.[5]
26. ↑  См. Шаблон:Улицы Коломбо[англ.]
27. ↑  См. «Olcott statue unveiled in New Jersey».
28. ↑  В 1882 году во время тура по Бенгалии Олкотт  вылечил около 2800 пациентов.[3]
29. ↑  См. «Письма Е. П. Блаватской А. П. Синнетту», приложение III. «Редактору "Indian Mirror". "Сэр, так как полковник Олкотт, президент и основатель Теософского Общества, не примет никакого вознаграждения, равно как не желает принять благодарность за труд, взятый им на себя, дабы излечить моего внука, Ашу Тош Байсака, я, чтобы не прослыть неблагодарным, прошу выразить ему мою признательность за всё публично". (1 марта 1883)».

## Библиография

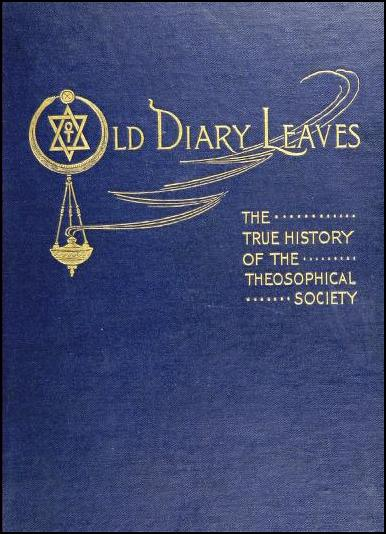
«Листы старого дневника», 1895 г.

### Научные публикации
- Henry Steel Olcott (англ.). Encyclopædia Britannica Online. Encyclopædia Britannica Inc. (21 февраля 2014). Дата обращения: 7 июля 2015. Архивировано 14 июля 2015 года.
- Olcott, Henry Steel (англ.). The Columbia Electronic Encyclopedia. Columbia University Press. Дата обращения: 7 июля 2015. Архивировано 9 июля 2015 года.
- Bowden H. W. Dictionary of American Religious Biography. — Second edition. — Westport, Ct: Greenwood Press, 1993. — P. 404—405. — 686 p. — ISBN 0313278253.
- Burgan M. Buddhist Faith in America / Под ред. Melton J. G. — New York: Infobase Publishing, 2009. — 112 p. — (Faith in America). — ISBN 9781438102511.
- Buswell R. E.[англ.], Lopez D. S.[англ.]. The Princeton Dictionary of Buddhism. — Princeton: Princeton University Press, 2013. — P. 602. — 1304 p. — ISBN 9781400848058.
- Kuhn A. B. Theosophy: A Modern Revival of Ancient Wisdom. — Whitefish, MT: Kessinger Publishing, 1992. — 381 p. — (American religion series: Studies in religion and culture). — ISBN 978-1-56459-175-3.
- Lavoie J. D. The Theosophical Society: The History of a Spiritualist Movement. — Universal-Publishers, 2012. — 371 p. — ISBN 9781612335537.
- Melton J. G. Encyclopedic Handbook of Cults in America. — First published in 1992. — New York: Routledge, 2014. — 424 p. — ISBN 9781135539986.
- Müller M.. Esoteric Buddhism (англ.) // The Nineteenth Century: a monthly review[англ.] : журнал. — 1893. — Vol. 33, no. 5. — P. 767—788. — ISSN 2043-5290.
- Obeyesekera G. Colonel Olcott’s reforms of the 19th Century and their Cultural Significance (англ.) // aryasangha.org : сайт. — Colombo, 1992.
- Prothero S. Henry Steel Olcott (1832—1907) and the Construction of "Protestant Buddhism". — Harvard University, 1990. — 644 p.
- Prothero S. The White Buddhist: Henry Steel Olcott and the Sinhalese Buddhist Revival // The white Buddhist: the Asian odyssey of Henry Steel Olcott. — Bloomington: Indiana University Press, 1996. — 242 p. — (Religion in North America). — ISBN 9780585109503.
- Tillett G. J. Charles Webster Leadbeater (1854—1934), a biographical study. — Sydney: University of Sydney, 1986. — 1169 p.
- Уланов М. С. К вопросу о начале распространения буддизма на Западе // Современные научные исследования и инновации : журнал. — 2013. — № 11. — ISSN 2223-4888.

### Публикации сторонников и последователей
- Barker A. T. The Mahatma Letters to A. P. Sinnett from the Mahatmas M. & K.H. / Под ред. A. T. Barker. — New York: Frederick A. Stokes Company Publishers, 1924. — 492 p.
- Doyle A. C. The History of Spiritualism. — ReadHowYouWant.com, 2008. — Vol. 1. — ISBN 9781442945562.
- Murphet H. Hammer on the Mountain: Life of Henry Steel Olcott (1832—1907). — Theosophical Publishing House, 1972. — 339 p. — ISBN 0835602109.
- Мэрфи Г. Когда приходит рассвет: жизнь и труды Елены Петровны Блаватской = When daylight comes: a biography of Helena Petrovna Blavatsky / Пер. с англ. Ю. Окуня. — Урал LTD, 1999. — 437 с.
- Henry Steel Olcott (англ.). TS People. The Theosophical Society, Adyar. Дата обращения: 28 сентября 2015. Архивировано 20 сентября 2015 года.
- Col.  Henry Steel Olcott: the great name in Buddhist History. Daily News (англ.). Colombo: The Associated Newspapers of Ceylon. 17 февраля 2009. Архивировано 18 февраля 2009. Дата обращения: 8 июля 2015.
- Wimalawansa S. Revival of Buddhism in Asia: Legacy of Colonel Henry Steel Olcott. — Karunaratne & Sons, 2011. — 84 p. — ISBN 9789559098911.

### Прочие публикации
- Сенкевич А.  Н. Елена Блаватская. Между светом и тьмой. — М.: Алгоритм, 2012. — 480 с. — (Носители тайных знаний). — 3000 экз. — ISBN 978-5-4438-0237-4.
- Uditha Devapriya. Colonel Olcott: Under Eastern Eyes (англ.). colombotelegraph.com. Colombo Telegraph (20 февраля 2015). Дата обращения: 1 июля 2015. Архивировано 9 июля 2015 года.